# 2026年アジア競技大会
2026年アジア競技大会（2026ねんアジアきょうぎたいかい、The 20th Asian Games XX Asiad）は、日本国・中部地方・愛知県および名古屋市において2026年（令和8年）に開催される第20回アジア競技大会。
日本での夏季アジア大会は第12回大会（1994年、広島市で開催）以来。

## 招致
- 2016年（平成28年）
  - 1月 - 開催の招致に当たって愛知県が立候補を表明
  - 5月 - 名古屋市が共催を申し出る。経費負担の割合の扱いに難色を示した名古屋市側が一度は共催を取り下げる発表をしたが、協議の結果共催することで合意。
  - 9月 - ベトナム・ダナンで開催されたアジアオリンピック評議会（OCA）総会で開催を承認[2]。

### 立候補都市
- 愛知県及び名古屋市（日本国 中部地方）

他に立候補した都市はなく、開催10年前に開催都市が決まるのは異例のことであったがスムーズに決定した。

## 参加国・地域

### 参加予定国
| 参加各国選手団 |
| --- |
| - アフガニスタン - オーストラリア - バーレーン - バングラデシュ - ブータン - ブルネイ - カンボジア - 中国 - 香港 - インド - インドネシア - イラン - イラク - 日本 (主催国) - ヨルダン - カザフスタン - クウェート - キルギス - ラオス - レバノン - マカオ - マレーシア - モルディブ - モンゴル - ミャンマー - ネパール - ニュージーランド - 北朝鮮 - オマーン - パキスタン - パレスチナ - フィリピン - カタール - サウジアラビア - シンガポール - 韓国 - スリランカ - シリア - チャイニーズタイペイ - タジキスタン - タイ - 東ティモール - トルクメニスタン - アラブ首長国連邦 - ウズベキスタン - ベトナム - イエメン |

### 参加国・地域人数
| IOC | 参加国・地域         | 人数 |
| --- | -------------------- | ---- |
| AFG | アフガニスタン       |      |
| AUS | オーストラリア       |      |
| BRN | バーレーン           |      |
| BAN | バングラデシュ       |      |
| BHU | ブータン             |      |
| BRU | ブルネイ             |      |
| CAM | カンボジア           |      |
| CHN | 中国                 |      |
| HKG | 香港                 |      |
| IND | インド               |      |
| INA | インドネシア         |      |
| IRI | イラン               |      |
| IRQ | イラク               |      |
| JPN | 日本 (主催国)        |      |
| JOR | ヨルダン             |      |
| KAZ | カザフスタン         |      |
| KUW | クウェート           |      |
| KGZ | キルギス             |      |
| LAO | ラオス               |      |
| LBN | レバノン             |      |
| MAC | マカオ               |      |
| MAS | マレーシア           |      |
| MDV | モルディブ           |      |
| MGL | モンゴル             |      |
| MYA | ミャンマー           |      |
| NEP | ネパール             |      |
| NZL | ニュージーランド     |      |
| PRK | 北朝鮮               |      |
| OMA | オマーン             |      |
| PAK | パキスタン           |      |
| PLE | パレスチナ           |      |
| PHI | フィリピン           |      |
| QAT | カタール             |      |
| KSA | サウジアラビア       |      |
| SGP | シンガポール         |      |
| KOR | 韓国                 |      |
| SRI | スリランカ           |      |
| SYR | シリア               |      |
| TPE | チャイニーズタイペイ |      |
| TJK | タジキスタン         |      |
| THA | タイ                 |      |
| TLS | 東ティモール         |      |
| TKM | トルクメニスタン     |      |
| UAE | アラブ首長国連邦     |      |
| UZB | ウズベキスタン       |      |
| VIE | ベトナム             |      |
| YEM | イエメン             |      |

## 実施競技・日程
愛知・名古屋大会での実施競技は、開催都市契約 に基づき以下のとおり大会開催基本計画が決定される。
大会主催者負担経費の財政計画は、運営経費440億円、競技会場仮設整備費110億円、選手村仮設整備費300億円の合計850億円である(平成29年8月4日現在)。
2024年12月29日　アジア大会組織委員会の2024年12月中旬時点の開催経費の試算では、当初アジア大会は850億円でパラ大会が200億円であったものが、アジア大会は約2000億円、パラ大会は400億円弱に膨らみ、スポンサー収入などは約500億円と想定しても、愛知県と名古屋市など行政で負担する費用は当初の約2.5倍の約1900億円としている（体育館や競技場といった恒久施設を整備する計画は別）。

- 2024年パリオリンピックで実施される競技（開催都市であるパリが提案する競技を含む）
  - オリンピック中核28競技
  - パリオリンピック追加4競技
- アジア5地域（中央アジア、東アジア、南アジア、東南アジア及び西アジア）での普及を考慮して決定される競技
- 組織委員会が提案する最大2競技
- OCAが提案する最大2競技

## 施設

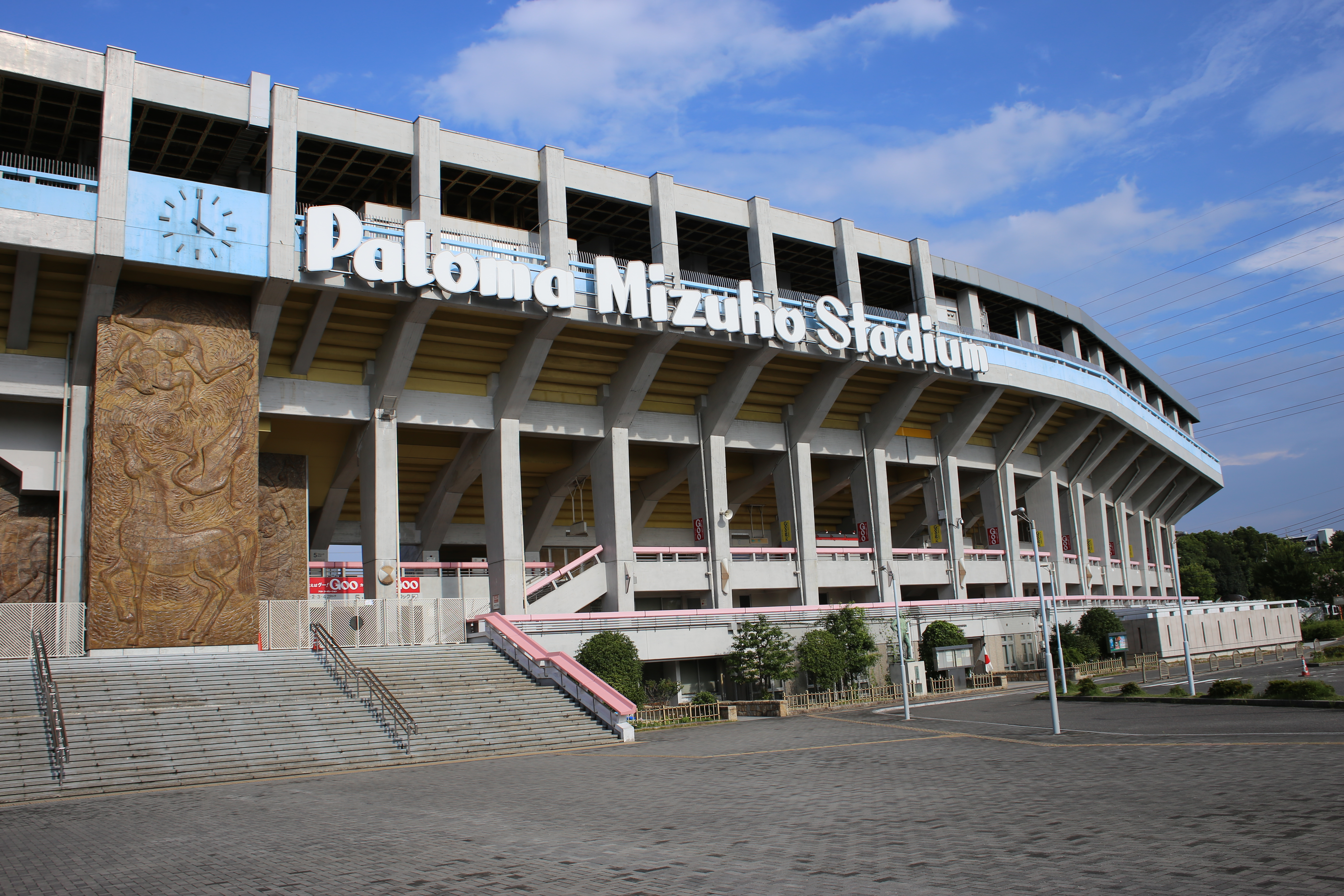
名古屋市瑞穂公園
（2016年）

### 環境整備

#### 競技設備
自転車競技は静岡県伊豆市の伊豆ベロドロームが会場として予定されている。水泳の競泳や飛び込みに関しては、当初レインボープール（名古屋市総合体育館）で開催される予定だったが、開催まで3年切った時、OCAから設備が世界水泳連盟の最新の規定を満たさないと指摘された。協議の結果レインボープールでの開催を断念することとなり、首都圏の東京都江東区にある東京アクアティクスセンターでの開催になった。同様に馬術競技を愛知県森林公園から東京都世田谷区にあるJRA馬事公苑に、水球を春日井市温水プールからレインボープールに変更された。

#### 選手村
選手村は名古屋市港区にあった名古屋競馬場跡地に設ける予定だったが、原材料費の高騰に伴って取りやめとなった。代替策として既存のホテルを活用する予定とされているが、ホテル利用者の不満など考慮され、コンテナハウス設置など代替案の模索もされている。

### 競技会場

#### メイン会場
メイン会場は名古屋市瑞穂公園内の名古屋市瑞穂公園陸上競技場が予定されている。

#### その他の会場
その他の競技会場は、当初はすべて名古屋市や愛知県各地・東海地方（愛知県・岐阜県・三重県・静岡県）で開催する予定だったが、一部については誘致活動した後に競技会場や設備の規定変化による会場変更が行われた。そのため、一部競技は近畿地方（大阪府）、関東地方（東京都）などに分散される方向となっている。
| 競技                 | 種別等                                | 競技会場                                         | 所在地               | 備考 |
| -------------------- | ------------------------------------- | ------------------------------------------------ | -------------------- | ---- |
| 水泳                 | 競泳/飛込競技                         | 東京アクアティクスセンター                       | 東京都江東区         |      |
| 水泳                 | アーティスティックスイミング          | 古橋廣之進記念浜松市総合水泳場[ToBiO]            | 静岡県浜松市中央区   |      |
| 水泳                 | 水球                                  | 名古屋市総合体育館[レインボープール]             | 愛知県名古屋市南区   |      |
| アーチェリー         | リカーブ/コンパウンド                 | 岡崎中央総合公園多目的広場                       | 愛知県岡崎市         |      |
| 陸上競技             | トラック/フィールド                   | 名古屋市瑞穂公園陸上競技場                       | 愛知県名古屋市瑞穂区 |      |
| 陸上競技             | マラソン                              | 名古屋市瑞穂公園陸上競技場（都心コース）         | 愛知県名古屋市瑞穂区 |      |
| 陸上競技             | 競歩                                  | 愛知県庁・名古屋市役所周辺コース                 | 愛知県名古屋市中区   |      |
| バドミントン         | バドミントン                          | 一宮市総合体育館                                 | 愛知県一宮市         |      |
| ベースボール         | 野球                                  | 岡崎中央総合公園野球場                           | 愛知県岡崎市         |      |
| ベースボール         | 野球                                  | 豊橋市民球場                                     | 愛知県豊橋市         |      |
| ベースボール         | ソフトボール                          | 安城市総合運動公園ソフトボール場                 | 愛知県安城市         |      |
| バスケットボール     | 5×5                                   | 愛知国際アリーナ                                 | 愛知県名古屋市北区   |      |
| バスケットボール     | 3×3                                   | 金城ふ頭駅前特設コート                           | 愛知県名古屋市港区   |      |
| ボクシング           | ボクシング                            | 西尾市総合体育館                                 | 愛知県西尾市         |      |
| ブレイキン           | ブレイキン                            | 愛知県国際展示場[Aichi Sky Expo]                 | 愛知県常滑市         |      |
| カヌー/カヤック      | スプリント                            | 三好池カヌー競技場                               | 愛知県みよし市       |      |
| カヌー/カヤック      | スラローム                            | 矢作川カヌースラロームコース                     | 愛知県豊田市         |      |
| コンバットスポーツ   |                                       |                                                  |                      |      |
| クラッシュ           | 愛知県武道館                          | 愛知県名古屋市港区                               |                      |      |
| 柔術                 | 愛知県武道館                          | 愛知県名古屋市港区                               |                      |      |
| 総合格闘技           | 名古屋市稲永スポーツセンター          | 名古屋市稲永スポーツセンター                     |                      |      |
| クリケット           | T20                                   | 愛知県口論義運動公園                             | 愛知県日進市         |      |
| 自転車競技           | トラックレース                        | 伊豆ベロドローム                                 | 静岡県伊豆市         |      |
| 自転車競技           | ロードレース                          | 新城市内発着コース                               | 愛知県新城市         |      |
| 自転車競技           | マウンテンバイク                      | 小幡緑地                                         | 愛知県名古屋市守山区 |      |
| 自転車競技           | BMXレース                             | 名古屋競輪場 BMXレースコース                     | 愛知県名古屋市中村区 |      |
| 自転車競技           | BMXフリースタイル                     | 愛知県国際展示場[Aichi Sky Expo]                 | 愛知県常滑市         |      |
| 馬術                 | 馬場馬術/障害馬術/総合馬術            | 馬事公苑                                         | 東京都世田谷区       |      |
| eスポーツ            | eスポーツ                             | 愛知県国際展示場[Aichi Sky Expo]                 | 愛知県常滑市         |      |
| フェンシング         | フルーレ/エペ/サーブル                | 愛知県国際展示場[Aichi Sky Expo]                 | 愛知県常滑市         |      |
| サッカー             | サッカー                              | 豊田スタジアム                                   | 愛知県豊田市         |      |
| サッカー             | サッカー                              | 名古屋市港サッカー場                             | 愛知県名古屋市港区   |      |
| サッカー             | サッカー                              | ウェーブスタジアム刈谷                           | 愛知県刈谷市         |      |
| サッカー             | サッカー                              | 名古屋市瑞穂公園ラグビー場                       | 愛知県名古屋市瑞穂区 |      |
| サッカー             | サッカー                              | 岐阜メモリアルセンター長良川競技場               | 岐阜県岐阜市         |      |
| サッカー             | サッカー                              | 小笠山総合運動公園エコパスタジアム               | 静岡県袋井市         |      |
| サッカー             | サッカー                              | 長居陸上競技場                                   | 大阪府大阪市東住吉区 |      |
| ゴルフ               | ゴルフ                                | 春日井カントリークラブ東コース                   | 愛知県春日井市       |      |
| 体操                 | 体操/新体操/トランポリン              | 名古屋市総合体育館[レインボーホール]             | 愛知県名古屋市南区   |      |
| ハンドボール         | ハンドボール                          | 春日井市総合体育館                               | 愛知県春日井市       |      |
| ハンドボール         | ハンドボール                          | エントリオ                                       | 愛知県稲沢市         |      |
| フィールドホッケー   | フィールドホッケー                    | 岐阜県グリーンスタジアム                         | 岐阜県各務原市       |      |
| 柔道                 | 柔道                                  | 愛知国際アリーナ                                 | 愛知県名古屋市北区   |      |
| カバディ             | カバディ                              | 東海市民体育館                                   | 愛知県東海市         |      |
| 空手                 | 組手/型                               | 豊橋市総合体育館                                 | 愛知県豊橋市         |      |
| 近代五種             | 近代五種                              | 安城市総合運動公園                               | 愛知県安城市         |      |
| ローイング           | ローイング                            | 長良川国際レガッタコース                         | 岐阜県海津市         |      |
| ラグビー             | ラグビー7s                            | 名古屋市瑞穂公園ラグビー場                       | 愛知県名古屋市瑞穂区 |      |
| セーリング           | セーリング                            | 海陽ヨットハーバー                               | 愛知県蒲郡市         |      |
| セパタクロー         | セパタクロー                          | 名古屋市瑞穂公園体育館                           | 愛知県名古屋市瑞穂区 |      |
| 射撃                 | ライフル&ピストル/ショットガン        | 愛知県総合射撃場                                 | 愛知県豊田市         |      |
| スケートボード       | スケートボード                        | 愛知県国際展示場[Aichi Sky Expo]                 | 愛知県常滑市         |      |
| スポーツクライミング | スポーツクライミング                  | 名古屋市国際展示場[ポートメッセなごや]第一展示館 | 愛知県名古屋市港区   |      |
| スカッシュ           | スカッシュ                            | 名古屋金城ふ頭アリーナ                           | 愛知県名古屋市港区   |      |
| サーフィン           | サーフィン                            | 田原市赤羽根町大石海岸［太平洋ロングビーチ］     | 愛知県田原市         |      |
| 卓球                 | 卓球                                  | スカイホール豊田                                 | 愛知県豊田市         |      |
| テコンドー           | キョルギ/プムセ                       | 豊橋市総合体育館                                 | 愛知県豊橋市         |      |
| テニス               | テニス/ソフトテニス                   | 名古屋市東山公園テニスセンター                   | 愛知県名古屋市天白区 |      |
| トライアスロン       | トライアスロン                        | 蒲郡市内特設コース                               | 愛知県蒲郡市         |      |
| バレーボール         | バレーボール                          | 岡崎中央総合公園総合体育館                       | 愛知県岡崎市         |      |
| バレーボール         | バレーボール                          | 小牧市スポーツ公園総合体育館                     | 愛知県小牧市         |      |
| バレーボール         | ビーチバレー                          | 碧南緑地ビーチコート                             | 愛知県碧南市         |      |
| ウエイトリフティング | ウエイトリフティング                  | 名古屋市中小企業振興会館                         | 愛知県名古屋市千種区 |      |
| レスリング           | フリースタイル グレコローマンスタイル | 名古屋市稲永スポーツセンター                     | 愛知県名古屋市港区   |      |
| 武術太極拳           | 套路/散打                             | 愛知県武道館                                     | 愛知県名古屋市港区   |      |

## 放送
アジア大会はスペイン ISB と中国雅豪体育文化传媒の合弁会社ISBHAOが制作し、アジアのみならず世界中に配信。しかし2025年7月に不備により契約解除。